# Gakuon-ji
Der Gakuon-ji (japanisch 楽音寺) im Ortsteil Minamigata der früheren, 1927 gegründeten „Gemeinde“/Stadt Hongō (Hongō-chō) im „Regierungsbezirk“ Toyota (Toyota-gun) der „Präfektur“ Hiroshima (Hiroshima-ken), seit 2005 Teil der „regierungsbezirkfreien“ Stadt Mihara (Mihara-shi), ist ein Tempel des Omuro-Zweiges (御室派) der Shingon-Richtung des Buddhismus. Das Hauptgegenstand der Verehrung ist Buddha als Yakushi Nyorai.

## Übersicht
Der Gakuon-ji wurde, basierend auf dem Dokument Kantō Shimo Chisho-an (関東下知状案) vom 12. April 1288, vom Numata-Klan während der Tenkei-Ära (938–947) gegründet. 
Am südlichen Fuß des Berges Gakuonji gelegen, gehört der Tempel zur „Omuro-Schule des Shingon-Buddhismus“ (真言宗御室派 Shingon-shū Omuro-ha). Er führt den „Bergnamen“ Kangisan-Hōjiin (歓喜山法持院) und seine Hauptverehrung gilt Buddha als Yakushi Nyorai. Als zentraler Tempel des mittelalterlichen Lehens Nuta (沼田庄 Nuta-no-shō) hatte er 18 Mönche in zwei Gebäuden und übte durchaus Macht aus. Ursprünglich ein Mitglied der Tendai-Richtung des Buddhismus, schloss der Tempel sich in der frühen Muromachi-Zeit der Shingon-Richtung des Buddhismus an.
Laut Gakuonji Engi Emaki (楽音寺縁起絵巻) besiegte Fujiwara no Michizane (藤原 倫実), der in den „Regierungsbezirk“ Nuta bzw. Numata der „Provinz“ Aki verbannt worden war, seinen Gegner Fujiwara no Sumitomo (藤原 純友) durch die wundersame Kraft einer kleinen Yakushi-Statue (薬師像). Sie wurde den sieben Dorfgemeinden von Numata übergeben, die einen Tempelbezirk errichteten und die kleine Yakushi-Statue im Inneren eine 6 Zoll große Statue des Yakushi aufbewahrten. Die Position des Leiters des Gakuon-Tempels wurde von Generation zu Generation in der Familie des Fujiwara no Michizane weitergegeben. (Bericht des Gakuon-Tempelobersten Ryojo (良承) vom August 1998, Dokument des Gainuma-Tempels).